# Champ algébrique
En mathématiques, un champ algébrique est une catégorie généralisant la notion de schéma ; elle permet notamment l'étude des actions de groupes lorsqu'elles ne sont pas libres. La notion de champ algébrique est définie par Michael Artin.

## Définition
Un champ X est une catégorie fibrée (en) au-dessus d'un site étale satisfaisant les propriétés suivantes :
- la catégorie X est fibrée en groupoïdes au-dessus du site étale ;
- les isomorphismes sont un faisceau pour X ;
- toute donnée de descente est effective.